# Jałowa (rejon hancewicki)
Jałowa (biał. Яловая; ros. Еловая) – wieś na Białorusi, w obwodzie brzeskim, w rejonie hancewickim, w sielsowiecie Chotynicze, przy drodze republikańskiej P105.
W dwudziestoleciu międzywojennym leżała w Polsce, w województwie poleskim, w powiecie łuninieckim, w gminie Chotynicze.
Obok wsi znajduje się Jałowski Rezerwat Biologiczny o znaczeniu republikańskim. Został on założony w 1979 w celu zachowania naturalnego systemu bagiennego z rosnącymi na nim żurawinami. Bagna obejmują ok. 80% rezerwatu. Na jego terenie znajdują się Jeziora Pokamerskie.